# Ingenio (satèl·lit)
Ingenio (o SEOSat/Ingenio) fou un projecte espanyol per produir un satèl·lit capaç de proporcionar imatges de camp ampli (230 x 60 quilòmetres quadrats al dia) a 2.5 m de resolució pancromàtica i 10 m de resolució de color, des del clàssic "satèl·lit espia", òrbita polar sincronitzada pel sol; és el primer satèl·lit d'imatge òptica d'Espanya. El satèl·lit forma part del Programa Nacional d'Observació de la Terra per Satèl·lit.

## Informació general
El contractista principal és Airbus Defence and Space Espanya i algunes parts del satèl·lit estan sent construïdes per Thales Alenia Space
Els seu llençament estava previst en 2013, 2015 i 2017, però finalment no es va fer. En 2016 estava previst per 2018. Els vehicles de llançament candidats són Vega, Rockot, Dnepr, Soyuz, i PSLV.
Els instruments abord són un imatger multiespectral, un imatger pancromàtic i un sensor atmosfèric ultraviolat i visible.

## Missió fallida
El llançament amb el coet Vega va ser fallit. L'error va ser degut a la quarta etapa Avum, encarregada d'inserir els satèl·lits a l'òrbita desitjada, provocant la destrucció dels satèl·lits Ingenio i Taranis.